# 榛原駅
榛原駅（はいばらえき）は、奈良県宇陀市榛原萩原にある、近畿日本鉄道（近鉄）大阪線の駅。駅番号はD45。宇陀市の代表駅である。

## 歴史
- 1930年（昭和5年）
  - 2月21日：参宮急行電鉄の長谷寺 - 当駅間開通と同時に開業[1]。
  - 10月10日：当駅から伊賀神戸駅まで延伸開業[1]。
- 1941年（昭和16年）3月15日：大阪電気軌道との会社合併により、関西急行鉄道の駅となる[1]。
- 1944年（昭和19年）6月1日：会社合併により近畿日本鉄道の駅となる[1]。
- 1945年（昭和20年）7月24日：アメリカ軍の空襲を受ける（奈良空襲）。
- 1967年（昭和42年）12月20日：急行（現・快速急行）の停車駅に追加される。
- 1975年（昭和50年）11月23日：橋上駅舎化。
- 2003年（平成15年）3月6日：特急の停車駅に追加。阪伊乙特急と京伊特急の一部列車が停車するようになる。
- 2007年（平成19年）4月1日：PiTaPa使用開始[2]。
- 2012年（平成24年）3月20日：阪伊特急と京伊特急の併結運転の廃止により京伊特急の停車が一旦消滅する。
- 2018年（平成30年）3月18日：平日早朝1本に限り、京伊特急の停車が復活するようになる。
- 2025年（令和7年）2月22日：土休日にも早朝に1本京伊特急の停車が再び停車するようになる。

## 駅構造

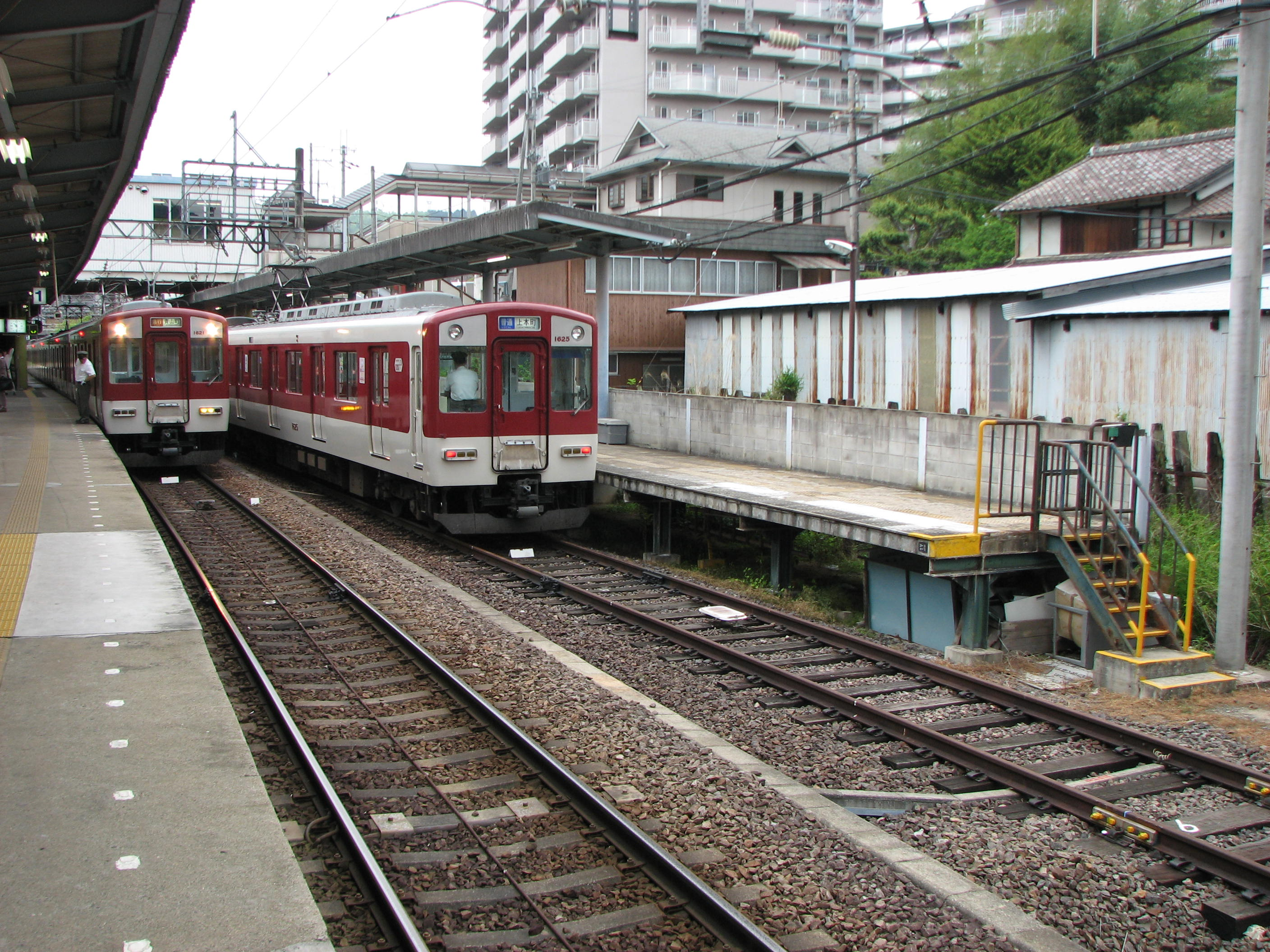
5番のりば（右）と1番のりば（左）

2面4線の島式ホーム（1 - 4番線）と単式1面1線のホーム（5番線）が並んだ、3面5線の地上駅で橋上駅舎を有する。改札口は1ヵ所のみ。出入口は南北双方にある。

### のりば
北側から、5→1→2→3→4番のりばの順に番号が付与されている。ホーム有効長は5番のりばのみ6両、1 - 4番線は10両。
| のりば | 路線     | 方向 | 行先                     | 備考     |
| ------ | -------- | ---- | ------------------------ | -------- |
| 5      | D 大阪線 | 上り | 大阪上本町・大阪難波方面 | 当駅始発 |
| 1・2   | D 大阪線 | 下り | 名張・五十鈴川・賢島方面 |          |
| 3・4   | D 大阪線 | 上り | 大阪上本町・大阪難波方面 |          |

付記事項
- 内側2線（2番線と3番線）が主本線、外側2線（1番線と4番線）が待避線である。5番線は名張方が行き止まりの折り返し線であるが、1番線と2番線からでも大阪上本町方面に折り返すことは可能である。
- 1975年11月23日に橋上駅となる前は4番線の南側に5番線があり1番線から5番線まで順序よく並んでいたが、今は河内山本駅同様に北から順に5番線、1番線…4番線という変わった順番になっている。
- 榛原駅が橋上駅になる前は1番線（名張方面待避ホーム）の名張方に引き込み線があった。1967年12月20日から1975年11月22日までは昼間の名張行準急が榛原駅で宇治山田行急行（現在の快速急行）を待避時、特急が榛原駅で宇治山田行急行を追い抜く土曜臨時ダイヤでは、名張行準急がこの引き込み線に入って、急行が1番線に入線し、特急を待避した急行が発車後に準急が1番線に戻って出発していた。

## 特徴
ダイヤ面
- 快速急行以下の全一般列車と、一部の特急列車が停車する[4]。当駅に停車する阪伊乙特急は大和高田駅と一体化されており、全列車が大和高田駅と伊賀神戸駅にも停車する[4]。
  - 停車する特急の詳細 : 阪伊乙特急は土休日に1本と臨時列車以外の大阪難波駅発着の特急列車[4]と大阪上本町駅発着の7時、8時台を除く特急列車が、9時台までと20時以降の大阪上本町行き特急が停車しており[4]、早朝の1列車（名張駅始発）のみ京伊特急も停車する[4]。
  - 当駅に停車する阪伊乙特急で布施駅に停車する列車は1本も設定されていない[4]。
  - 2003年3月6日ダイヤ変更から特急停車駅となっているが、停車開始当初の京伊特急は阪伊乙特急との併結運転を実施する5往復が停車（単独運転の系統は全列車通過）しており、2012年3月20日ダイヤ変更で阪伊乙特急との併結運転が廃止されてからは単独運転となった京伊特急の全列車が当駅を通過していたが、2018年3月17日ダイヤ変更で1列車のみ当駅への京伊特急の停車が復活し、2025年のダイヤ変更では土休日にも1本停車するようになった。
- 一部の快速急行・急行は当駅で特急を待避しており、中には乙特急と急行系列車との緩急接続も行なう列車も設定されている[4]。
- 日中は急行（桜井駅 - 榊原温泉口駅間各駅停車）が毎時3本停車する[4]。
  - 大阪方面からは朝と夜に準急以下、一部の列車が当駅発着及び折り返し運転が設定されており、平日の朝に1本、五位堂行き普通が設定されている[4]。一方で名張方面への準急以下の列車は朝と夜間のごく一部となっている。
  - 名張方面からの折り返し列車は設定されていないものの、早朝に当駅始発の名張行き普通列車が1本設定されている[4]。

設備・営業面
- 窓口および専用の自動券売機にて特急券の購入が可能であり[5]、窓口に限り定期券の購入も可能となっている[5]。
- PiTaPa・ICOCA対応の自動改札機および自動精算機（回数券カードおよびICカードのチャージに対応）が設置されている。なお、改札口前にはICカード入金機も設置されている（千円札のみ対応）。
- 駅長が配置され、大和朝倉駅 - 三本松駅間を管理している。

## 当駅乗降人員
近年における当駅の1日乗降人員の調査結果は以下の通り。
- 2023年11月7日：6,802人
- 2022年11月8日：7,200人
- 2021年11月9日：7,079人
- 2018年11月13日：8,833人
- 2015年11月10日：9,900人
- 2012年11月13日：10,555人
- 2010年11月9日：11,265人
- 2008年11月18日：12,333人
- 2005年11月8日：12,997人

## 利用状況
- 榛原駅の利用状況の変遷を下表に示す。
  - 輸送実績（乗車人員）の単位は人であり、年度での総計値を示す。年度間の比較に適したデータである。
  - 乗降人員調査結果は任意の1日における値（単位：人）である。調査日の天候・行事等の要因によって変動が大きいので年度間の比較には注意を要する。
  - 表中、最高値を赤色で、最高値を記録した年度以降の最低値を青色で、最高値を記録した年度以前の最低値を緑色で表記している。

| 年度別利用状況（榛原駅） | 年度別利用状況（榛原駅）             | 年度別利用状況（榛原駅）             | 年度別利用状況（榛原駅）             | 年度別利用状況（榛原駅）             | 年度別利用状況（榛原駅）             | 年度別利用状況（榛原駅） | 年度別利用状況（榛原駅） | 年度別利用状況（榛原駅） |
| 年 度                    | 当駅分輸送実績（乗車人員）：人／年度 | 当駅分輸送実績（乗車人員）：人／年度 | 当駅分輸送実績（乗車人員）：人／年度 | 当駅分輸送実績（乗車人員）：人／年度 | 当駅分輸送実績（乗車人員）：人／年度 | 乗降人員調査結果 人／日  | 乗降人員調査結果 人／日  | 特 記 事 項              |
| ------------------------ | ------------------------------------ | ------------------------------------ | ------------------------------------ | ------------------------------------ | ------------------------------------ | ------------------------ | ------------------------ | ------------------------ |
| 年 度                    | 通勤定期                             | 通学定期                             | 定期外                               | 合 計                                | 1日当たり                            | 調査日                   | 調査結果                 | 特 記 事 項              |
| 1982年（昭和57年）       |                                      | ←←←←                                 |                                      | 2,990,582                            | 8,193                                | 11月16日                 | 14,475                   |                          |
| 1983年（昭和58年）       |                                      | ←←←←                                 |                                      | 3,019,560                            | 8,250                                | 11月8日                  | 14,942                   |                          |
| 1984年（昭和59年）       |                                      | ←←←←                                 |                                      | 2,949,155                            | 8,080                                | 11月6日                  | 14,150                   |                          |
| 1985年（昭和60年）       |                                      | ←←←←                                 |                                      | 2,971,580                            | 8,141                                | 11月12日                 | 14,191                   |                          |
| 1986年（昭和61年）       |                                      | ←←←←                                 |                                      | 3,043,385                            | 8,338                                | 11月11日                 | 14,542                   |                          |
| 1987年（昭和62年）       |                                      | ←←←←                                 |                                      | 3,026,191                            | 8,268                                | 11月10日                 | 14,926                   |                          |
| 1988年（昭和63年）       |                                      | ←←←←                                 |                                      | 3,052,702                            | 8,364                                | 11月8日                  | 14,995                   |                          |
| 1989年（平成元年）       |                                      | ←←←←                                 |                                      | 3,102,224                            | 8,499                                | 11月14日                 | 16,145                   |                          |
| 1990年（平成2年）        |                                      | ←←←←                                 |                                      | 3,205,839                            | 8,783                                | 11月6日                  | 16,297                   |                          |
| 1991年（平成3年）        |                                      | ←←←←                                 |                                      | 3,295,216                            | 9,003                                |                          |                          |                          |
| 1992年（平成4年）        |                                      | ←←←←                                 |                                      | 3,316,998                            | 9,088                                | 11月10日                 | 16,581                   |                          |
| 1993年（平成5年）        |                                      | ←←←←                                 |                                      | 3,320,559                            | 9,097                                |                          |                          |                          |
| 1994年（平成6年）        |                                      | ←←←←                                 |                                      | 3,297,617                            | 9,035                                |                          |                          |                          |
| 1995年（平成7年）        |                                      | ←←←←                                 |                                      | 3,293,479                            | 8,999                                | 12月5日                  | 16,024                   |                          |
| 1996年（平成8年）        |                                      | ←←←←                                 |                                      | 3,237,341                            | 8,869                                |                          |                          |                          |
| 1997年（平成9年）        |                                      | ←←←←                                 |                                      | 3,073,491                            | 8,421                                |                          |                          |                          |
| 1998年（平成10年）       |                                      | ←←←←                                 |                                      | 3,032,290                            | 8,308                                |                          |                          |                          |
| 1999年（平成11年）       |                                      | ←←←←                                 |                                      | 2,963,521                            | 8,097                                |                          |                          |                          |
| 2000年（平成12年）       |                                      | ←←←←                                 |                                      | 2,894,518                            | 7,930                                |                          |                          |                          |
| 2001年（平成13年）       |                                      | ←←←←                                 |                                      | 2,805,148                            | 7,685                                |                          |                          |                          |
| 2002年（平成14年）       |                                      | ←←←←                                 |                                      | 2,726,925                            | 7,471                                |                          |                          |                          |
| 2003年（平成15年）       |                                      | ←←←←                                 |                                      | 2,646,281                            | 7,230                                |                          |                          |                          |
| 2004年（平成16年）       |                                      | ←←←←                                 |                                      | 2,621,859                            | 7,183                                |                          |                          |                          |
| 2005年（平成17年）       | 1,898,880                            | ←←←←                                 | 666,413                              | 2,565,293                            | 7,028                                | 11月8日                  | 12,997                   |                          |
| 2006年（平成18年）       |                                      | ←←←←                                 |                                      |                                      |                                      |                          |                          |                          |
| 2007年（平成19年）       |                                      | ←←←←                                 |                                      |                                      |                                      |                          |                          |                          |
| 2008年（平成20年）       |                                      | ←←←←                                 |                                      |                                      |                                      | 11月18日                 | 12,333                   |                          |
| 2009年（平成21年）       |                                      | ←←←←                                 |                                      |                                      |                                      |                          |                          |                          |
| 2010年（平成22年）       |                                      | ←←←←                                 |                                      |                                      |                                      | 11月9日                  | 11,265                   |                          |
| 2011年（平成23年）       |                                      | ←←←←                                 |                                      |                                      |                                      |                          |                          |                          |
| 2012年（平成24年）       |                                      | ←←←←                                 |                                      |                                      |                                      | 11月13日                 | 10,555                   |                          |

## 駅周辺
平成29年、駅周辺の再開発計画が発表された。周囲は、大阪のベッドタウンになっている。
- 宇陀市役所
- 宇陀市榛原総合センター
  - 宇陀市立中央図書館
- 宇陀市立病院
- 奈良県消防学校
- 奈良県立榛生昇陽高等学校
- 榛原新町郵便局
- 大和榛原郵便局
- 南都銀行榛原支店
- 大和信用金庫榛原支店
- サンクシティ - オークワを核施設とするショッピングセンター
- 高萩台住宅地
- 榛見が丘住宅地
- あかね台住宅地

### バス路線

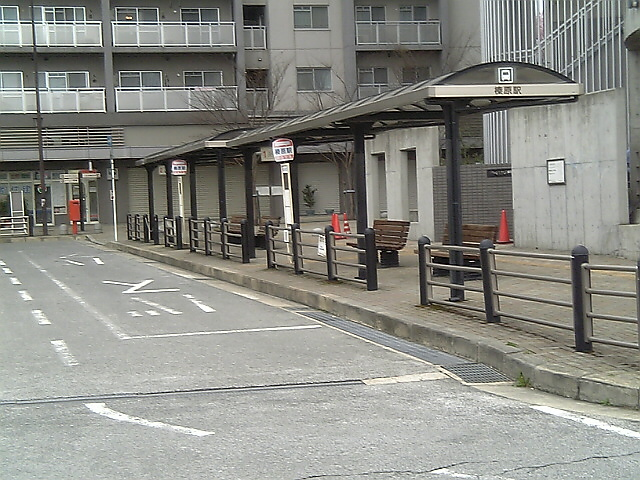
北口バス乗り場

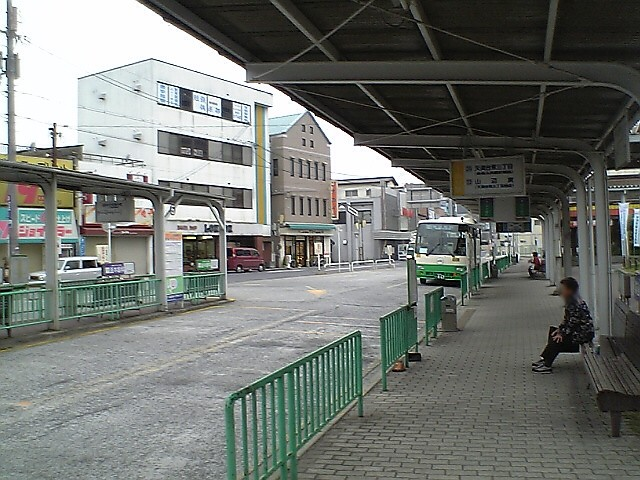
南口バス乗り場

大半のバスが南口に発着する。北口はおもに針インター方面へのバスが発着する。
奈良交通
- 北口・1番のりば
  - 23 針インター
  - 文 急行・吐山（奈良介護福祉中央学院開校日のみ運行）
- 北口・2番のりば
  - 24 山辺高校（学校開校日のみ運行）
  - 52 与喜浦（土曜午前に榛原駅発の片方向1便のみ）
- 1番のりば（南口）
  - 2・20 天満台東三丁目
- 2番のりば（南口）
  - 1・2 大宇陀（9 - 16時台）
- 3番のりば（南口）
  - 1 大宇陀（9 - 16時台以外）
- 4番のりば（南口）
  - 10 菟田野
  - 15 東吉野村役場（菟田野・鷲家経由）

宇陀市営有償バス
- 専用のりば（南口）
  - 榛原大野線 宇陀市役所
  - 榛原大野線 室生口大野駅経由 室生地域事務所

宇陀地域連携コミュニティバス（奥宇陀わくわくバス）
- 2番のりば（南口）
  - 曽爾村役場前

上記の他、1月・2月の土曜・休日は奈良交通が南口から高見登山口・みつえ青少年旅行村へ直行する臨時バス（愛称・霧氷バス）を運行する。

## 隣の駅
近畿日本鉄道
D 大阪線
- □特急一部停車駅

■快速急行
桜井駅 (D42) - 榛原駅 (D45) - 室生口大野駅 (D46)
■急行・■準急・■区間準急・■普通
長谷寺駅 (D44) - 榛原駅 (D45) - 室生口大野駅 (D46)